# Mistrovství světa ve fotbale hráčů do 20 let 2003
Mistrovství světa ve fotbale hráčů do 20 let 2003 bylo 14. ročníkem tohoto turnaje. Vítězem se stala brazilská fotbalová reprezentace do 20 let.

## Kvalifikované týmy
| Konfederace                                   | Kvalifikační turnaj                                       | Kvalifikováni                                   |
| --------------------------------------------- | --------------------------------------------------------- | ----------------------------------------------- |
| AFC (Asie)                                    | Mistrovství Asie ve fotbale hráčů do 19 let 2002          | Jižní Korea Japonsko Saúdská Arábie Uzbekistán1 |
| CAF (Afrika)                                  | Mistrovství Afriky ve fotbale hráčů do 20 let 2003        | Burkina Faso1 Mali Egypt Pobřeží slonoviny      |
| CONCACAF (Severní, Střední Amerika a Karibik) | Mistrovství ve fotbale zemí CONCACAF hráčů do 20 let 2003 | Kanada Mexiko USA Panama1                       |
| CONMEBOL (Jižní Amerika)                      | Mistrovství Jižní Ameriky ve fotbale hráčů do 20 let 2003 | Kolumbie Brazílie Argentina Paraguay            |
| OFC (Oceánie)                                 | Mistrovství Oceánie ve fotbale hráčů do 20 let 2003       | Austrálie                                       |
| UEFA (Evropa)                                 | Mistrovství Evropy ve fotbale hráčů do 19 let 2002        | Španělsko Slovensko1 Česko Anglie Irsko Německo |
| Hostitel                                      | Hostitel                                                  | SAE                                             |

1 Tým, který se účastnil poprvé v historii.

## Základní skupiny
| Vysvětlivky | Vysvětlivky                                                                                    |
| ----------- | ---------------------------------------------------------------------------------------------- |
|             | První dva týmy z každé skupiny a čtyři nejlepší týmy na třetích místech postoupily do play off |

### Skupina A
| Tým          | B | Z | V | R | P | VG | IG | +/- |
| ------------ | - | - | - | - | - | -- | -- | --- |
| Burkina Faso | 7 | 3 | 2 | 1 | 0 | 2  | 0  | +2  |
| Slovensko    | 6 | 3 | 2 | 0 | 1 | 5  | 2  | +3  |
| SAE          | 4 | 3 | 1 | 1 | 1 | 3  | 5  | -2  |
| Panama       | 0 | 3 | 0 | 0 | 3 | 1  | 4  | -3  |

| 27. listopadu 2003 20:30 |          |                                               |                                                                                   |
| SAE                      | 1:4      | Slovensko                                     | Zayed City Sports Stadium, Abú Zabí diváci: 46 000 rozhodčí: Elizondo (Argentina) |
| Al-Wehaibi 72'           | (Report) | Brezinský 5' Halenár 23' Čech 48' Hološko 81' | Zayed City Sports Stadium, Abú Zabí diváci: 46 000 rozhodčí: Elizondo (Argentina) |

| 28. listopadu 2003 20:30 |          |              |                                                                               |
| Panama                   | 0:1      | Burkina Faso | Mohammad Bin Zayed Stadium, Abú Zabí diváci: 4 500 rozhodčí: Rosetti (Itálie) |
|                          | (Report) | Bance 81'    | Mohammad Bin Zayed Stadium, Abú Zabí diváci: 4 500 rozhodčí: Rosetti (Itálie) |

| 1. prosince 2003 17:45 |          |           |                                                                                   |
| Burkina Faso           | 1:0      | Slovensko | Mohammad Bin Zayed Stadium, Abú Zabí diváci: 3 500 rozhodčí: Al-Delawar (Bahrajn) |
| Zongo 6'               | (Report) |           | Mohammad Bin Zayed Stadium, Abú Zabí diváci: 3 500 rozhodčí: Al-Delawar (Bahrajn) |

| 1. prosince 2003 20:30 |          |                             |                                                                                     |
| Panama                 | 1:2      | SAE                         | Mohammad Bin Zayed Stadium, Abú Zabí diváci: 15 000 rozhodčí: De Bleeckere (Belgie) |
| Gun 36'                | (Report) | Shehab 18' (pen.) Saleh 80' | Mohammad Bin Zayed Stadium, Abú Zabí diváci: 15 000 rozhodčí: De Bleeckere (Belgie) |

| 4. prosince 2003 17:45 |          |              |                                                                               |
| SAE                    | 0:0      | Burkina Faso | Mohammad Bin Zayed Stadium, Abú Zabí diváci: 13 000 rozhodčí: Ruiz (Kolumbie) |
|                        | (Report) |              | Mohammad Bin Zayed Stadium, Abú Zabí diváci: 13 000 rozhodčí: Ruiz (Kolumbie) |

| 4. prosince 2003 20:30 |          |        |                                                                                 |
| Slovensko              | 1:0      | Panama | Mohammad Bin Zayed Stadium, Abú Zabí diváci: 4 000 rozhodčí: Benouza (Alžírsko) |
| Pečovský 49'           | (Report) |        | Mohammad Bin Zayed Stadium, Abú Zabí diváci: 4 000 rozhodčí: Benouza (Alžírsko) |

### Skupina B
| Tým        | B | Z | V | R | P | VG | IG | +/- |
| ---------- | - | - | - | - | - | -- | -- | --- |
| Argentina  | 9 | 3 | 3 | 0 | 0 | 7  | 3  | +4  |
| Španělsko  | 6 | 3 | 2 | 0 | 1 | 4  | 2  | +2  |
| Mali       | 3 | 3 | 1 | 0 | 2 | 4  | 7  | -3  |
| Uzbekistán | 0 | 3 | 0 | 0 | 3 | 3  | 6  | -3  |

| 28. listopadu 2003 17:45 |          |           |                                                                     |
| Argentina                | 2:1      | Španělsko | Sharjah Stadium, Šardžá diváci: 15 000 rozhodčí: Archundia (Mexiko) |
| Fernández 50', 74'       | (Report) | Gabi 25'  | Sharjah Stadium, Šardžá diváci: 15 000 rozhodčí: Archundia (Mexiko) |

| 28. listopadu 2003 20:30 |          |                                      |                                                                  |
| Uzbekistán               | 2:3      | Mali                                 | Sharjah Stadium, Šardžá diváci: 3 000 rozhodčí: Souza (Brazílie) |
| Innomov 18' Geynrikh 63' | (Report) | Diarra 4' Berthe 51' Coulibaly 90+1' | Sharjah Stadium, Šardžá diváci: 3 000 rozhodčí: Souza (Brazílie) |

| 1. prosince 2003 17:45 |          |                                       |                                                                 |
| Mali                   | 0:2      | Španělsko                             | Sharjah Stadium, Šardžá diváci: 6 500 rozhodčí: Ruiz (Kolumbie) |
|                        | (Report) | Juanfran 16' Sergio García 77' (pen.) | Sharjah Stadium, Šardžá diváci: 6 500 rozhodčí: Ruiz (Kolumbie) |

| 1. prosince 2003 20:30 |          |                                      |                                                                 |
| Uzbekistán             | 1:2      | Argentina                            | Sharjah Stadium, Šardžá diváci: 8 500 rozhodčí: Diouf (Senegal) |
| Geynrikh 4'            | (Report) | Fernández 70' Cavenaghi 90+3' (pen.) | Sharjah Stadium, Šardžá diváci: 8 500 rozhodčí: Diouf (Senegal) |

| 4. prosince 2003 17:45                     |          |                   |                                                                       |
| Argentina                                  | 3:1      | Mali              | Sharjah Stadium, Šardžá diváci: 5 000 rozhodčí: De Bleeckere (Belgie) |
| Ferreyra 13' Herrera 26' Diakite 32' (vl.) | (Report) | Berthe 48' (pen.) | Sharjah Stadium, Šardžá diváci: 5 000 rozhodčí: De Bleeckere (Belgie) |

| 4. prosince 2003 20:30 |          |            |                                                                     |
| Španělsko              | 1:0      | Uzbekistán | Sharjah Stadium, Šardžá diváci: 4 000 rozhodčí: Busacca (Švýcarsko) |
| Iniesta 15'            | (Report) |            | Sharjah Stadium, Šardžá diváci: 4 000 rozhodčí: Busacca (Švýcarsko) |

### Skupina C
| Tým       | B | Z | V | R | P | VG | IG | +/- |
| --------- | - | - | - | - | - | -- | -- | --- |
| Austrálie | 7 | 3 | 2 | 1 | 0 | 6  | 4  | +2  |
| Brazílie  | 4 | 3 | 1 | 1 | 1 | 5  | 4  | +1  |
| Kanada    | 3 | 3 | 1 | 0 | 2 | 2  | 4  | -2  |
| Česko     | 2 | 3 | 0 | 2 | 1 | 2  | 3  | -1  |

| 28. listopadu 2003 17:45       |          |        |                                                                        |
| Brazílie                       | 2:0      | Kanada | Al-Rashid Stadium, Dubaj diváci: 13 150 rozhodčí: González (Španělsko) |
| Daniel Carvalho 56' Nilmar 84' | (Report) |        | Al-Rashid Stadium, Dubaj diváci: 13 150 rozhodčí: González (Španělsko) |

| 28. listopadu 2003 20:30 |          |              |                                                                  |
| Česko                    | 1:1      | Austrálie    | Al-Rashid Stadium, Dubaj diváci: 8 200 rozhodčí: Diouf (Senegal) |
| Limberský 24'            | (Report) | McDonald 49' | Al-Rashid Stadium, Dubaj diváci: 8 200 rozhodčí: Diouf (Senegal) |

| 1. prosince 2003 17:45 |          |          |                                                               |
| Austrálie              | 2:1      | Kanada   | Al-Rashid Stadium, Dubaj diváci: 8 200 rozhodčí: Kwon (Korea) |
| Brosque 12' McKay 54'  | (Report) | Hume 33' | Al-Rashid Stadium, Dubaj diváci: 8 200 rozhodčí: Kwon (Korea) |

| 1. prosince 2003 20:30 |          |              |                                                                      |
| Česko                  | 1:1      | Brazílie     | Al-Rashid Stadium, Dubaj diváci: 12 500 rozhodčí: Archundia (Mexiko) |
| Limberský 34'          | (Report) | Adaílton 37' | Al-Rashid Stadium, Dubaj diváci: 12 500 rozhodčí: Archundia (Mexiko) |

| 4. prosince 2003 17:45 |          |                             |                                                                    |
| Brazílie               | 2:3      | Austrálie                   | Al-Rashid Stadium, Dubaj diváci: 10 000 rozhodčí: Rosetti (Itálie) |
| Juninho 75' Dudu 87'   | (Report) | Danze 31', 37' Dilevski 47' | Al-Rashid Stadium, Dubaj diváci: 10 000 rozhodčí: Rosetti (Itálie) |

| 4. prosince 2003 20:30 |          |       |                                                                       |
| Kanada                 | 1:0      | Česko | Al-Rashid Stadium, Dubaj diváci: 4 000 rozhodčí: Elizondo (Argentina) |
| Hume 80'               | (Report) |       | Al-Rashid Stadium, Dubaj diváci: 4 000 rozhodčí: Elizondo (Argentina) |

### Skupina D
| Tým      | B | Z | V | R | P | VG | IG | +/- |
| -------- | - | - | - | - | - | -- | -- | --- |
| Japonsko | 6 | 3 | 2 | 0 | 1 | 3  | 4  | -1  |
| Kolumbie | 5 | 3 | 1 | 2 | 0 | 4  | 1  | +3  |
| Egypt    | 4 | 3 | 1 | 1 | 1 | 1  | 1  | 0   |
| Anglie   | 1 | 3 | 0 | 1 | 2 | 0  | 2  | -2  |

| 29. listopadu 2003 17:45 |          |       |                                                                        |
| Kolumbie                 | 0:0      | Egypt | Al-Maktoum Stadium, Dubaj diváci: 11 000 rozhodčí: Busacca (Švýcarsko) |
|                          | (Report) |       | Al-Maktoum Stadium, Dubaj diváci: 11 000 rozhodčí: Busacca (Švýcarsko) |

| 29. listopadu 2003 20:30 |          |        |                                                                |
| Japonsko                 | 1:0      | Anglie | Al-Maktoum Stadium, Dubaj diváci: 12 000 rozhodčí: Stott (USA) |
| Sakata 54'               | (Report) |        | Al-Maktoum Stadium, Dubaj diváci: 12 000 rozhodčí: Stott (USA) |

| 2. prosince 2003 17:45 |          |            |                                                                      |
| Anglie                 | 0:1      | Egypt      | Al-Maktoum Stadium, Dubaj diváci: 12 000 rozhodčí: Maidin (Singapur) |
|                        | (Report) | Moteab 74' | Al-Maktoum Stadium, Dubaj diváci: 12 000 rozhodčí: Maidin (Singapur) |

| 2. prosince 2003 20:30 |          |                                                         |                                                                      |
| Japonsko               | 1:4      | Kolumbie                                                | Al-Maktoum Stadium, Dubaj diváci: 7 200 rozhodčí: Breeze (Austrálie) |
| Sakata 75'             | (Report) | de la Cuesta 35' Castrillón 43' Aguilar 65' Rivas 90+3' | Al-Maktoum Stadium, Dubaj diváci: 7 200 rozhodčí: Breeze (Austrálie) |

| 5. prosince 2003 17:45 |          |        |                                                                        |
| Kolumbie               | 0:0      | Anglie | Al-Maktoum Stadium, Dubaj diváci: 9 210 rozhodčí: Al-Delawar (Bahrajn) |
|                        | (Report) |        | Al-Maktoum Stadium, Dubaj diváci: 9 210 rozhodčí: Al-Delawar (Bahrajn) |

| 5. prosince 2003 20:30 |          |              |                                                                       |
| Egypt                  | 0:1      | Japonsko     | Al-Maktoum Stadium, Dubaj diváci: 11 800 rozhodčí: Archundia (Mexiko) |
|                        | (Report) | Hirayama 79' | Al-Maktoum Stadium, Dubaj diváci: 11 800 rozhodčí: Archundia (Mexiko) |

### Skupina E
| Tým               | B | Z | V | R | P | VG | IG | +/- |
| ----------------- | - | - | - | - | - | -- | -- | --- |
| Irsko             | 7 | 3 | 2 | 1 | 0 | 6  | 3  | +3  |
| Pobřeží slonoviny | 5 | 3 | 1 | 2 | 0 | 4  | 3  | +1  |
| Saúdská Arábie    | 2 | 3 | 0 | 2 | 1 | 2  | 3  | -1  |
| Mexiko            | 1 | 3 | 0 | 1 | 2 | 2  | 5  | -3  |

| 29. listopadu 2003 17:45 |          |                  |                                                                                         |
| Saúdská Arábie           | 1:2      | Irsko            | Sheikh Khalifa International Stadium, Al-Ajn diváci: 9 055 rozhodčí: Breeze (Austrálie) |
| Al-Mahyani 49'           | (Report) | Elliott 18', 77' | Sheikh Khalifa International Stadium, Al-Ajn diváci: 9 055 rozhodčí: Breeze (Austrálie) |

| 29. listopadu 2003 20:30 |          |                     |                                                                                   |
| Mexiko                   | 1:2      | Pobřeží slonoviny   | Sheikh Khalifa International Stadium, Al-Ajn diváci: 6 350 rozhodčí: Kwon (Korea) |
| de Nigris 85'            | (Report) | Tohoua 19' Koné 58' | Sheikh Khalifa International Stadium, Al-Ajn diváci: 6 350 rozhodčí: Kwon (Korea) |

| 2. prosince 2003 17:45 |          |                         |                                                                                           |
| Pobřeží slonoviny      | 2:2      | Irsko                   | Sheikh Khalifa International Stadium, Al-Ajn diváci: 10 265 rozhodčí: Busacca (Švýcarsko) |
| Koné 12', 67'          | (Report) | Paisley 36' Elliott 74' | Sheikh Khalifa International Stadium, Al-Ajn diváci: 10 265 rozhodčí: Busacca (Švýcarsko) |

| 2. prosince 2003 20:30 |          |                |                                                                                   |
| Mexiko                 | 1:1      | Saúdská Arábie | Sheikh Khalifa International Stadium, Al-Ajn diváci: 10 950 rozhodčí: Stott (USA) |
| Pinto 30'              | (Report) | Majrashi 15'   | Sheikh Khalifa International Stadium, Al-Ajn diváci: 10 950 rozhodčí: Stott (USA) |

| 5. prosince 2003 17:45 |          |                   |                                                                                    |
| Saúdská Arábie         | 0:0      | Pobřeží slonoviny | Sheikh Khalifa International Stadium, Al-Ajn diváci: 10 370 rozhodčí: Kwon (Korea) |
|                        | (Report) |                   | Sheikh Khalifa International Stadium, Al-Ajn diváci: 10 370 rozhodčí: Kwon (Korea) |

| 5. prosince 2003 20:30 |          |        |                                                                                          |
| Irsko                  | 2:0      | Mexiko | Sheikh Khalifa International Stadium, Al-Ajn diváci: 9 230 rozhodčí: De Souza (Brazílie) |
| Paisley 35' Kelly 85'  | (Report) |        | Sheikh Khalifa International Stadium, Al-Ajn diváci: 9 230 rozhodčí: De Souza (Brazílie) |

### Skupina F
| Tým         | B | Z | V | R | P | VG | IG | +/- |
| ----------- | - | - | - | - | - | -- | -- | --- |
| USA         | 6 | 3 | 2 | 0 | 1 | 6  | 4  | +2  |
| Paraguay    | 6 | 3 | 2 | 0 | 1 | 4  | 3  | +1  |
| Jižní Korea | 3 | 3 | 1 | 0 | 2 | 2  | 3  | -1  |
| Německo     | 3 | 3 | 1 | 0 | 2 | 3  | 5  | -2  |

| 29. listopadu 2003 17:45 |          |                                  |                                                                       |
| Paraguay                 | 1:3      | USA                              | Al-Nahyan Stadium, Abú Zabí diváci: 3 500 rozhodčí: Maidin (Singapur) |
| dos Santos 6'            | (Report) | Johnson 53' Magee 68' Convey 81' | Al-Nahyan Stadium, Abú Zabí diváci: 3 500 rozhodčí: Maidin (Singapur) |

| 29. listopadu 2003 20:30  |          |         |                                                                        |
| Jižní Korea               | 2:0      | Německo | Al-Nahyan Stadium, Abú Zabí diváci: 8 000 rozhodčí: Benouza (Alžírsko) |
| Lee H.J. 51' Lee J.M. 70' | (Report) |         | Al-Nahyan Stadium, Abú Zabí diváci: 8 000 rozhodčí: Benouza (Alžírsko) |

| 2. prosince 2003 17:45              |          |               |                                                                      |
| Německo                             | 3:1      | USA           | Al-Nahyan Stadium, Abú Zabí diváci: 6 000 rozhodčí: Souza (Brazílie) |
| Huth 47' Trochowski 60' Kneissl 63' | (Report) | Whitbread 77' | Al-Nahyan Stadium, Abú Zabí diváci: 6 000 rozhodčí: Souza (Brazílie) |

| 2. prosince 2003 20:30 |          |               |                                                                      |
| Jižní Korea            | 0:1      | Paraguay      | Al-Nahyan Stadium, Abú Zabí diváci: 5 000 rozhodčí: Rosetti (Itálie) |
|                        | (Report) | Velázquez 14' | Al-Nahyan Stadium, Abú Zabí diváci: 5 000 rozhodčí: Rosetti (Itálie) |

| 5. prosince 2003 17:45 |          |         |                                                                          |
| Paraguay               | 2:0      | Německo | Al-Nahyan Stadium, Abú Zabí diváci: 6 000 rozhodčí: González (Španělsko) |
| López 39' Valdez 57'   | (Report) |         | Al-Nahyan Stadium, Abú Zabí diváci: 6 000 rozhodčí: González (Španělsko) |

| 5. prosince 2003 20:30         |          |             |                                                                        |
| USA                            | 2:0      | Jižní Korea | Al-Nahyan Stadium, Abú Zabí diváci: 8 000 rozhodčí: Breeze (Austrálie) |
| Johnson 13' (pen.), 24' (pen.) | (Report) |             | Al-Nahyan Stadium, Abú Zabí diváci: 8 000 rozhodčí: Breeze (Austrálie) |

### Žebříček týmů na třetích místech
| Tým            | B | Z | V | R | P | VG | IG | +/- |
| -------------- | - | - | - | - | - | -- | -- | --- |
| Egypt          | 4 | 3 | 1 | 1 | 1 | 1  | 1  | 0   |
| SAE            | 4 | 3 | 1 | 1 | 1 | 3  | 5  | -2  |
| Jižní Korea    | 3 | 3 | 1 | 0 | 2 | 2  | 3  | -1  |
| Kanada         | 3 | 3 | 1 | 0 | 2 | 2  | 4  | -2  |
| Mali           | 3 | 3 | 1 | 0 | 2 | 4  | 7  | -3  |
| Saúdská Arábie | 2 | 3 | 0 | 2 | 1 | 2  | 3  | -1  |

## Play off

### Osmifinále
| 8. prosince 2003 18:00 |              |             |                                                                          |
| Japonsko               | 2:1 (prodl.) | Jižní Korea | Al-Nahyan Stadium, Abú Zabí diváci: 5 500 rozhodčí: Elizondo (Argentina) |
| Sakata 82', 105'       | (Report)     | Choi 38'    | Al-Nahyan Stadium, Abú Zabí diváci: 5 500 rozhodčí: Elizondo (Argentina) |

| 8. prosince 2003 21:00 |          |             |                                                                        |
| Burkina Faso           | 0:1      | Kanada      | Al-Nahyan Stadium, Abú Zabí diváci: 5 000 rozhodčí: Kwon (Jižní Korea) |
|                        | (Report) | Simpson 59' | Al-Nahyan Stadium, Abú Zabí diváci: 5 000 rozhodčí: Kwon (Jižní Korea) |

| 8. prosince 2003 18:00 |              |             |                                                                        |
| Argentina              | 2:1 (prodl.) | Egypt       | Al-Maktoum Stadium, Dubaj diváci: 10 800 rozhodčí: Bussaca (Švýcarsko) |
| Cavenaghi 27', 114'    | (Report)     | Metwaly 42' | Al-Maktoum Stadium, Dubaj diváci: 10 800 rozhodčí: Bussaca (Švýcarsko) |

| 8. prosince 2003 21:00     |          |                   |                                                                   |
| USA                        | 2:0      | Pobřeží slonoviny | Al-Maktoum Stadium, Dubaj diváci: 3 210 rozhodčí: Ruiz (Kolumbie) |
| Mapp 7' Johnson 43' (pen.) | (Report) |                   | Al-Maktoum Stadium, Dubaj diváci: 3 210 rozhodčí: Ruiz (Kolumbie) |

| 9. prosince 2003 18:00 |              |           |                                                                       |
| Brazílie               | 2:1 (prodl.) | Slovensko | Sharjah Stadium, Šardžá diváci: 12 800 rozhodčí: González (Španělsko) |
| Dudu 83', 100'         | (Report)     | Šebo 61'  | Sharjah Stadium, Šardžá diváci: 12 800 rozhodčí: González (Španělsko) |

| 9. prosince 2003 21:00 |          |           |                                                                      |
| Austrálie              | 0:1      | SAE       | Sharjah Stadium, Šardžá diváci: 13 500 rozhodčí: de Souza (Brazílie) |
|                        | (Report) | Matar 89' | Sharjah Stadium, Šardžá diváci: 13 500 rozhodčí: de Souza (Brazílie) |

| 9. prosince 2003 18:00 |          |                   |                                                                                         |
| Paraguay               | 0:1      | Španělsko         | Sheikh Khalifa International Stadium, Al-Ajn diváci: 9 250 rozhodčí: Archundia (Mexiko) |
|                        | (Report) | Sergio García 66' | Sheikh Khalifa International Stadium, Al-Ajn diváci: 9 250 rozhodčí: Archundia (Mexiko) |

| 9. prosince 2003 21:00   |              |                                     |                                                                                            |
| Irsko                    | 2:3 (prodl.) | Kolumbie                            | Sheikh Khalifa International Stadium, Al-Ajn diváci: 6 860 rozhodčí: de Bleeckere (Belgie) |
| Doyle 85' McCarthy 90+2' | (Report)     | Perea 11' Montaño 70' Carrillo 106' | Sheikh Khalifa International Stadium, Al-Ajn diváci: 6 860 rozhodčí: de Bleeckere (Belgie) |

### Čtvrtfinále
| 12. prosince 2003 18:00 |              |                           |                                                                                             |
| Kanada                  | 1:2 (prodl.) | Španělsko                 | Al Jazira Mohammed Bin Zayed Stadium, Abú Zabí diváci: 15 000 rozhodčí: de Souza (Brazílie) |
| Hume 53'                | (Report)     | Iniesta 35' Arizmendi 97' | Al Jazira Mohammed Bin Zayed Stadium, Abú Zabí diváci: 15 000 rozhodčí: de Souza (Brazílie) |

| 12. prosince 2003 21:00 |              |                                        |                                                                                              |
| USA                     | 1:2 (prodl.) | Argentina                              | Al Jazira Mohammed Bin Zayed Stadium, Abú Zabí diváci: 15 500 rozhodčí: González (Španělsko) |
| Convey 59'              | (Report)     | Mascherano 90+4' Cavenaghi 104' (pen.) | Al Jazira Mohammed Bin Zayed Stadium, Abú Zabí diváci: 15 500 rozhodčí: González (Španělsko) |

| 12. prosince 2003 18:00 |          |     |                                                                        |
| Kolumbie                | 1:0      | SAE | Al-Rashid Stadium, Dubaj diváci: 13 000 rozhodčí: Elizondo (Argentina) |
| Montaño 14'             | (Report) |     | Al-Rashid Stadium, Dubaj diváci: 13 000 rozhodčí: Elizondo (Argentina) |

| 12. prosince 2003 21:00 |          |                                               |                                                                   |
| Japonsko                | 1:5      | Brazílie                                      | Al-Rashid Stadium, Dubaj diváci: 10 000 rozhodčí: Ruiz (Kolumbie) |
| Hirayama 89'            | (Report) | Carvalho 2', 13' Kléber 15' Nilmar 34', 90+1' | Al-Rashid Stadium, Dubaj diváci: 10 000 rozhodčí: Ruiz (Kolumbie) |

### Semifinále
| 15. prosince 2003 18:00 |          |           |                                                                                            |
| Brazílie                | 1:0      | Argentina | Al Jazira Mohammed Bin Zayed Stadium, Abú Zabí diváci: 16 000 rozhodčí: Archundia (Mexiko) |
| Dudu 65'                | (Report) |           | Al Jazira Mohammed Bin Zayed Stadium, Abú Zabí diváci: 16 000 rozhodčí: Archundia (Mexiko) |

| 15. prosince 2003 21:00 |          |          |                                                                        |
| Španělsko               | 1:0      | Kolumbie | Al-Rashid Stadium, Dubaj diváci: 5 700 rozhodčí: de Bleeckere (Belgie) |
| Iniesta 86' (pen.)      | (Report) |          | Al-Rashid Stadium, Dubaj diváci: 5 700 rozhodčí: de Bleeckere (Belgie) |

### O 3. místo
| 19. prosince 2003 18:00     |          |                |                                                                            |
| Kolumbie                    | 2:1      | Argentina      | Sheikh Zayed Stadium, Abú Zabí diváci: 55 000 rozhodčí: Breeze (Austrálie) |
| Carrillo 16' Castrillón 62' | (Report) | Ferreyra 45+1' | Sheikh Zayed Stadium, Abú Zabí diváci: 55 000 rozhodčí: Breeze (Austrálie) |

### Finále
| 19. prosince 2003 20:45 |          |                 |                                                                          |
| Španělsko               | 0:1      | Brazílie        | Sheikh Zayed Stadium, Abú Zabí diváci: 55 000 rozhodčí: Rosetti (Itálie) |
|                         | (Report) | Fernandinho 87' | Sheikh Zayed Stadium, Abú Zabí diváci: 55 000 rozhodčí: Rosetti (Itálie) |

## Vítěz
| Mistrovství světa ve fotbale hráčů do 20 let 2003 Brazílie (4.titul) Fernando Henrique • Dani Alves • Alcides • Adaílton • Carlos Alberto • Coelho • Daniel Carvalho • Dudu Cearense • Andrezinho • Nilmar • Dagoberto • Jefferson • Kléber • Adriano Correia • Juninho • Jardel • Gabriel Santos • Renato Silva • Fernandinho • Andrey |